# Haris Seferović
Haris Seferović (Sursee, 22 de fevereiro de 1992) é um futebolista suíço que atua como centroavante. Atualmente está sem clube.

## Seleção Nacional
Seferović fez parte do elenco da Seleção Suíça que disputou a Copa do Mundo FIFA de 2014 e a Eurocopa de 2016.

## Títulos
Benfica
- Supertaça Cândido de Oliveira: 2017, 2019
- Primeira Liga: 2018–19

Suíça
- Copa do Mundo Sub-17: 2009

### Artilharias
Benfica
- Supertaça Cândido de Oliveira de 2017 (1 gol)
- Campeonato Português de 2018–19 (23 gols)

Suíça
- Copa do Mundo Sub-17 de 2009 (5 gols)
- Liga das Nações da UEFA A de 2018–19 (5 gols)